# Cathrine Paaske Sørensen
Cathrine Paaske Sørensen, född 14 juni 1978, är en före detta fotbollsspelare från Danmark (mittfältare) som spelade  i Sydney FC år 2009 och avslutade karriären i DBK Fortuna Hjørring år 2010.